# Gleann Cholm Cille
Gleann Cholm Cille (in passato anglicizzato come Glencolmcille o Glencolumbkille ) è una località della costa occidentale del Donegal, nella Repubblica d'Irlanda, a poca distanza dalla immensa scogliera delle Slieve League e da Glen Head, oltre che in una regione gaeltacht. Glencolmcille non è in realtà un centro abitato ben definito, essendo più che altro una comunità di abitazioni sparse. Della stessa comunità, oltre a numerose località, fa parte il piccolo abitato di Málainn Mhóir (Malin More), la zona costiera di Málainn Bhig (Malin Beg) e la quella settentrionale disabitata ma molto suggestiva di Port.

## Storia

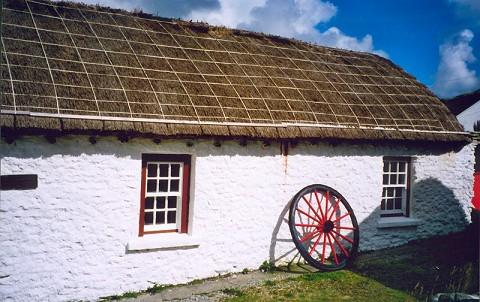
Tipica abitazione con tetti di paglia nel Folk Village

L'area del villaggio era abitata già tra il 4000 ed il 3000 a.C., da pastori e contadini sedentari che hanno lasciato eccellenti testimonianze con tombe, specialmente a Mainnéar na Mortlaidh ed An Clochán Mór. Anche tombe a portale (portal tomb), datate del secondo millennio a.C. sono presenti a Málainn Mhóir.
Il nome è la traslitterazione del gaelico di ciò che significa Vallata di San Columba (in gaelico appunto Colm Cille), uno dei tre santi patroni irlandesi assieme a San Patrizio e Santa Brigitta. Colm Cille ed i suoi seguaci vissero nella valle, come testimoniano le rovine di molti luoghi di culto da loro fatti costruire. A seguito di una disputa con la Chiesa sulla possibilità di copiare manoscritti religiosi, Colm Cille andò in esilio sull'isola di Iona, sulla costa occidentale della Scozia.
Glencolmcille era conosciuta un tempo in Irlanda per essere la parrocchia di Padre McDyer (1910-1987), pensatore e mente innovativa che difese i diritti delle popolazioni rurali ed aiutò l'insediamento di industrie basate sulla comunità nell'area.

## Cultura

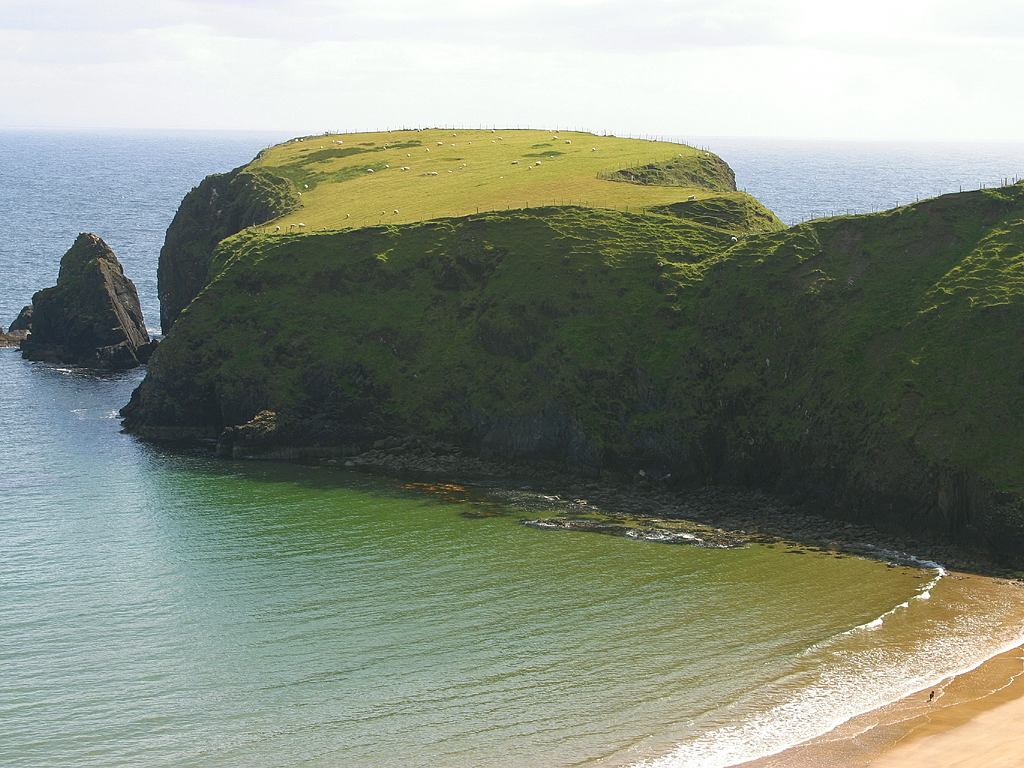
Spiaggia di Trabane

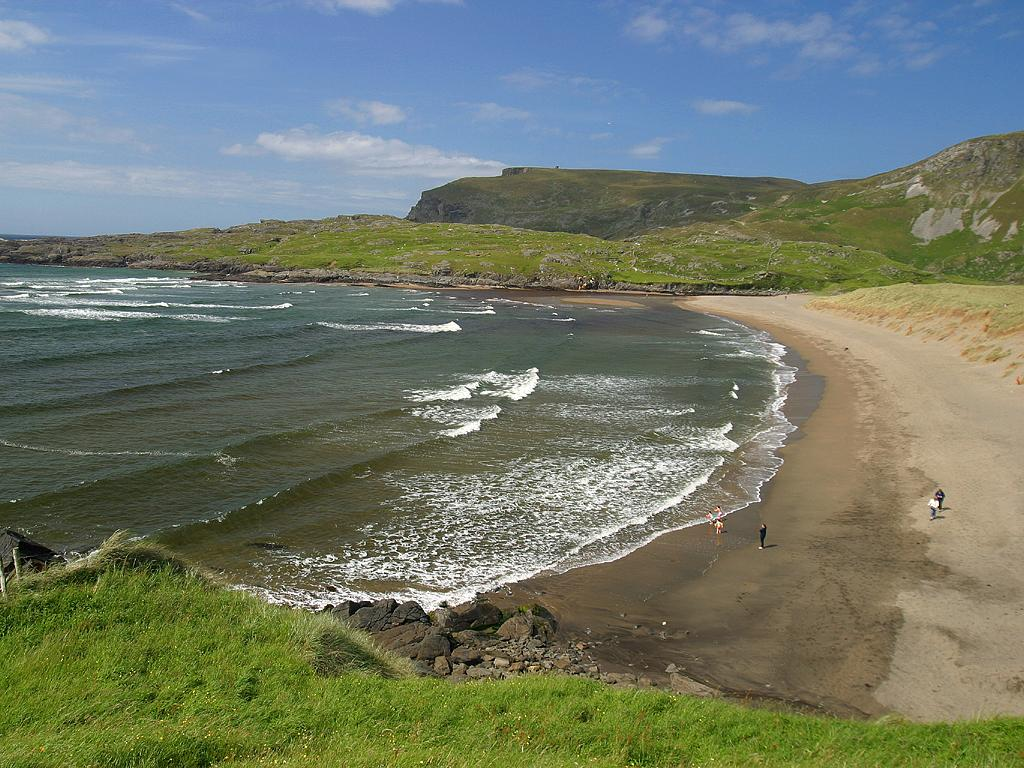
Glen Head

Glencolmcille è una meta, per quanto isolata e sperduta, molto gettonata dai turisti per la sua ricca tradizione storico-culturale.
Oltre alle già citate tombe megalitiche, è famosa una lastra attribuita a San Columba, oltre varie rovine degli edifici religiosi sparsi per il territorio.
In quanto al centro di una delle più vaste aree gaeltacht, il villaggio principale è oggi rinomato per l'Oideas Gael, un istituto di lingua gaelica insediato nel 1984 per promuovere la lingua e la tradizione irlandese. Nell'abitato c'è anche una pompa di benzina (cosa rara nelle vicinanze, dei negozietti tipici, un ufficio postale, un folk village, una segheria antica, un ristorante e tre pub (con rinomate esibizioni di fiddle, frequenti da Roarty's o Biddy's). Sulla strada per Malin More è stato aperto anche un impianto da golf, importante per il turismo locale.

## Luoghi della comunità
Oltre al villaggio in sé, gradevole e importante culturalmente, ci sono varie aree e luoghi molto importanti nella comunità di Glencolmcille.
Oltre alle già ricordate Sliabh Liag, relativamente vicine e comunque ben visibili che svettano sull'Oceano, il luogo più vicino è senz'altro Glen Head, un promontorio con una piccola baia di spiaggia dorata, spesso immortalato per la bellezza suggestiva in molte cartoline del Donegal. Sopra il promontorio è situata una vecchia torre di vedetta.
A poca distanza sono situati i villaggi di Malin More e Malin Beg, poco più di qualche casa, ma importantissimi turisticamente in quanto alla fine della scogliere delle Slieve League e a ridosso della bellissima spiaggia di Trabane (An Tráigh Bhán, "la spiaggia argentata"), una baia piccolissima incastonata in due speroni rocciosi, uno di forma cilindrica molto caratteristico e spesso pascolato da pecore o altro bestiame.
A poco più di 5 km è situata l'area di Port, selvaggia e sperduta, ma una volta villaggio di pescatori, oggi totalmente disabitata: si tratta di un'insenatura spazzata continuamente dall'Atlantico, dominata da pietre grigie e roccia impervia, nella quale è visibile ancora il vecchio attracco per le barche.